# 10061 Ndolaprata
10061 Ndolaprata è un asteroide della fascia principale. Scoperto nel 1988, presenta un'orbita caratterizzata da un semiasse maggiore pari a 2,7155655 au e da un'eccentricità di 0,1975325, inclinata di 12,15440° rispetto all'eclittica.
L'asteroide è dedicato al medico angolano Ndola de Jesus Veiga Prata.